# Alia (Palermo)
Alia es una localidad italiana de la provincia de  Palermo, región de Sicilia, con 3.975 habitantes.

Ubicación de la ciudad de Alia dentro de la provincia de Palermo.

## Evolución demográfica
| Gráfica de evolución demográfica de Alia entre 1861 y 2001 |
|                                                            |
| Fuente ISTAT - Elaboración gráfica por parte de Wikipedia  |